# Ju Jin-mo (Schauspieler, 1958)
Ju Jin-mo (* 26. Februar 1958) ist ein südkoreanischer Schauspieler.

## Filmografie

### Filme
- 1996: Farewell My Darling (학생부군신위 Haksaeng Bugunsinwi)
- 1997: Father vs. Son (박대박 Bak Dae Bak)
- 2001: Waikiki Brother (와이키키 브라더스)
- 2003: If You Were Me (여섯개의 시선 Yeoseotgae-ui Siseon)
- 2004: The Big Swindle (범죄의 재구성 Beomjoe-ui Jaeguseong)
- 2004: The President’s Barber (효자동 이발사 Hyojadong Ibalsa)
- 2004: My Mother, the Mermaid (인어공주 Ineogongju)
- 2004: Bin-jip
- 2004: To Catch a Virgin Ghost (시실리 2 km)
- 2004: A Starving Day (배고픈 하루 Bae Gopeun Haru, Kurzfilm)
- 2005: A Shark (상어 Sangeo)
- 2005: Interview (면접 Myeonjeop)
- 2006: Family Ties (가족의 탄생 Gajok-ui Tansaeng)
- 2006: Righteous Ties (거룩한 계보 Georukhan Gyebo)
- 2006: Cruel Winter Blues (열혈남아 Yeolhyeolnama)
- 2006: Tazza: The High Rollers (타짜)
- 2007: Going by the Book (바르게 살자 Bareuge Salja)
- 2007: The Happy Life (즐거운 인생 Jeulgeoun Insaeng)
- 2007: Hello, Stranger (처음 만난 사람들 Cheoeum Mannam Saramdeul)
- 2008: Sagwa (사과)
- 2009: Sunny (님은 먼곳에 Nimeun Meongose)
- 2009: Handphone (핸드폰)
- 2009: Running Turtle (거북이 달린다 Geoboki Dallinda)
- 2009: War of the Wizards (전우치 Jeon U-chi)
- 2009: Good Morning President (굿모닝 프레지던트)
- 2009: Postman to Heaven (천국의 우편배달부 Cheonguk-ui Upyeonbaedalbu)
- 2010: Troubleshooter (해결사 Haegyeolsa)
- 2010: Simjangi Ttwinda  (심장이 뛴다)
- 2010: Officer of the Year (체포왕 Chepowang)
- 2011: Children(아이들… Aideul…)
- 2011: Head (헤드)
- 2011: Quick (퀵)
- 2011: Mr. IDOL (Mr. 아이돌)
- 2011: The Client (의뢰인 Uiroein)
- 2012: The Thieves
- 2012: South Bound (남쪽으로 튀어 Namjjok-euro Twieo)
- 2012: New World (신세계 Sin Segye)
- 2012: Happiness for Sale (미나문방구 Minamunbanggu)
- 2013: Catch Me (캐치미)
- 2014: The Plan Man (플랜맨)
- 2014: Kundo: Age of the Rampant (군도: 민란의 시대 Gundo: Millan-ui Sidae)
- 2016: Pandora

### Fernsehserien
- 2007: Mawang (마왕)